# アルノルド・デイチ
アルノルド・ゲンリホヴィッチ・デイチ（ロシア語: Арнольд Генрихович Дейч、英語: Arnold Deutsch、1904年 - 1942年11月7日）は、オーストリア共産党、コミンテルンの活動家。ソ連のスパイ。キム・フィルビー等、ケンブリッジ5人組をソ連諜報部にスカウトした。
ソ連時代の氏名は、ステファン・グリゴリエヴィチ・ラング（ロシア語: Стефан Григорьевич Ланг）。

## 経歴

### 共産党の活動家
アルノルト・ドイチュ（Arnold Deutsch）としてウィーンの教師の家庭に生まれる。スロバキア系ユダヤ人。1915年からウィーンのギムナジウムで学ぶ。1923年、ウィーン大学哲学部に入学すると同時に、物理学と化学を学んだ。1928年、哲学と化学の博士号を取得して大学を卒業した。ドイツ語、英語、フランス語、イタリア語、オランダ語、ロシア語を話した。
1924年、オーストリア共産党に入党し、国際革命闘士援助機構（ロシア語: Международная организация помощи борцам революции；МОПР）で働き、その中央委員となった。この頃、同じく共産主義者のフィニー・クラメルと結婚し、事後、彼女はデイチの諜報活動の補佐となった。
1928年、オーストリア労働者代表団員として、モスクワを訪問する。ウィーン帰国後、繊維工場で化学技師として働いた。1928年12月～1931年10月、コミンテルン国際連絡課（OMS）ウィーン支局の職員。

### 諜報員
1931年12月、ウィーン支局の壊滅と関連して、モスクワに移り、オーストリア共産党から全連邦共産党（ボリシェヴィキ）に移籍した。コミンテルンの勧告により、OGPU外国課の仕事に採用される。1933年1月、在パリ支局長フョードル・カリンの管轄下に入り、非合法業務に従事した。当初は、密使、補佐官の役割を果たし、後に副支局長（コードネーム「オットー」）となり、ベルギー、オランダ、オーストリア、ドイツで特殊任務を遂行した。
1934年2月、コードネーム「ステファン」の下で、ロンドンでの非合法業務に移った。カバーとして、ロンドン大学心理学部に入学した。ケンブリッジ5人組（キム・フィルビー、ガイ・バージェス等）を含む20人以上のエージェントを徴募した。1934年、ドミトリー・ブイストロレトフと共に、英外務省通信局の暗号手G.キング大尉（「マグ」）を徴募し、イギリスの秘密外交情報へのアクセスを得た。デイチが徴募したエージェント、「ベア」、「アッティラ」、「ナフフォルガー」は、英防諜部に摘発されなかった。1935年6月～7月、在ロンドン非合法支局長アレクサンドル・オルロフの下で働いた。
1935年8月、ソビエト連邦に召還され、外国課「G」（Г）グループで働く。11月、ロンドンに戻る。1936年4月から支局長テオドア・マリー（「マン」）の下で働き、彼と共に「オックスフォード・グループ」を工作した。1936年、ロンドン大学の心理学博士号を取得。
1937年9月、モスクワに帰還。エージェント網の保全のために、一時ロンドンに出国する。
1938年、デイチ夫妻は、ソビエト国籍を取得し、ステファン・ラングとジョゼフィーナ（ロシア語: Жозефина Павловна）名義のパスポートを受け取った。ソ連科学アカデミー世界経済研究所の科学職員として働き、パイロット教育トレーナーを含む4つの特許をイギリスで登録した。

### 最後の任務
1940年12月、内務人民委員部（NKVD）の諜報部長パーヴェル・フィーチンは、デイチを在米非合法支局長として派遣することを、内務人民委員ラヴレンチー・ベリヤに提案した。この際、デイチはバルト諸国出身のユダヤ人難民に偽装するものとされたが、この提案は実現しなかった。
独ソ戦勃発後、1941年11月、諜報員グループと共にアルゼンチンに派遣される。しかし、日米開戦と関連して、当初計画されたイラン－インド－東南アジアのルートは危険となり、グループはモスクワに戻った。新しいルートとして、北大西洋が選ばれた。1942年11月7日、デイチ等を乗せた輸送船「ドンバス」は、ドイツの駆逐艦Ｚ27により撃沈された。目撃者の証言によれば、他者を救おうとして、英雄的に死んだという。